# Awet Habte
Awet Habte Ghebrezghiabher (* 29. September 1997) ist ein eritreischer Leichtathlet, der in den Langstreckenläufen antritt.

## Sportliche Laufbahn
Awet Habte trat erstmals 2014 bei nationalen Meisterschaften an. Damals wurde er Fünfter über 800 Meter. Seit 2016 startet er in den Langstrecken. Im Mai lief er in Yokohama Saisonbestleistung über 5000 Meter in 13:24,40 min. Zwei Monate später ging er über 5000 Meter bei den U20-Weltmeisterschaften in Bydgoszcz an den Start. Im Finale lief er eine Zeit von 13:50,60 min und belegte damit den siebten Platz. In Berlin nahm er im Oktober am ASICS Grand teil und belegte in dem 10-Kilometer-STraßenlauf den zweiten Platz. 2017 startete er zunächst als Teil der Mixed-Staffel bei den Crosslauf-Weltmeisterschaften in Kampala. Dabei belegte die eritreische Staffel den neunten Platz. Im Juni lief er bei einem Wettkampf in Carquefou eine Zeit von 13:16,09 min und stellte damit seine persönliche Bestleistung über 5000 Meter auf. Ihm gelang die Qualifikation für die Weltmeisterschaften in London. Nach erfolgreichem Vorlauf kam er im Finale mit einer Zeit von 13:58,68 min ins Ziel und damit auf Platz 14.
2018 lief Habte im portugiesischen Maia eine Zeit von 27:48,35 min über 10.000 Meter und stellte damit eine neue Bestzeit auf. Über diese Distanz trat er im August bei den Afrikameisterschaften in Asaba an. Dabei kam er auf eine Zeit von 29:38,41 min, die im Ziel den sechsten Platz bedeuteten. 2019 nahm Habte im Einzelwettbewerb der Crosslauf-Weltmeisterschaften in Aarhus teil und kam dabei auf Platz 28 ins Ziel. Das Frühjahr und den Sommer über nahm er an einer Reihe von Wettkämpfen in Südeuropa teil, bevor er im August über 5000 und 10.000 Meter bei den Afrikaspielen in Rabat an den Start ging. Zunächst belegte er in 28:36,30 min den neunten Platz über 10.000 Meter. Drei Tage später wurde er Elfter über die halbe Distanz. Im Oktober wurde er beim Lissabon-Marathon, bei dem er über die halbe Distanz antrat, in 1:03,11 h Neunter.

## Wichtige Wettbewerbe
| Jahr                | Veranstaltung                 | Ort                 | Platz               | Disziplin           | Zeit/Punkte         |
| Startet für Eritrea | Startet für Eritrea           | Startet für Eritrea | Startet für Eritrea | Startet für Eritrea | Startet für Eritrea |
| ------------------- | ----------------------------- | ------------------- | ------------------- | ------------------- | ------------------- |
| 2016                | U20-Weltmeisterschaften       | Bydgoszcz           | 7.                  | 5000 m              | 13:50,60 min        |
| 2017                | Crosslauf-Weltmeisterschaften | Kampala             | 9.                  | Mixed-Staffel       | 24:47 min           |
| 2017                | Weltmeisterschaften           | London              | 14.                 | 5000 m              | 13:58,68 min        |
| 2018                | Afrikameisterschaften         | Asaba               | 6.                  | 10.000 m            | 29:38,41 min        |
| 2019                | Crosslauf-Weltmeisterschaften | Aarhus              | 28.                 | Einzelrennen        | 33:32 min           |
| 2019                | Afrikaspiele                  | Rabat               | 9.                  | 10.000 m            | 28:36,30 min        |
| 2019                | Afrikaspiele                  | Rabat               | 11.                 | 5000 m              | 13:46,80 min        |

## Persönliche Bestleistungen
Freiluft
- 5000 m: 13:16,09 min, 23. Juni 2017, Carquefou
- 10.000 m: 27:48,35 min, 2. Juni 2018, Maia
- Halbmarathon: 1:03:11 h, 20. Oktober 2019, Lissabon
- Marathonlauf: 2:06:25 h, 20. Februar 2022, Sevilla